# Zhou Lei
Zhou Lei (en chino: 周雷; 25 de enero de 1970) es una deportista china que compitió en bádminton, en la modalidad de dobles.
Ganó dos medallas en el Campeonato Mundial de Bádminton, oro en 1993 y bronce en 1989.

## Palmarés internacional
| Campeonato Mundial | Campeonato Mundial       | Campeonato Mundial | Campeonato Mundial |
| Año                | Lugar                    | Medalla            | Prueba             |
| ------------------ | ------------------------ | ------------------ | ------------------ |
| 1989               | Yakarta (Indonesia)      | Medalla de bronce  | Dobles             |
| 1993               | Birmingham (Reino Unido) | Medalla de oro     | Dobles             |